# پاهوست
پاهوست (به لاتین: Pahost) یک منطقهٔ مسکونی در بلاروس است که در Pahost Sieĺsaviet واقع شده‌است. پاهوست ۶۱۱ نفر جمعیت دارد.